# レイラ・ドスサントスシウバ
- レイラ・ドス・サントス・シウバ

レイラ・ドスサントスシウバ(Leila Dos Santos Silva、1996年10月23日 - ）は、ブラジルの女子ラグビー選手。

## プロフィール
- ブラジル、サンパウロ出身[1]。
- 身長 160cm、体重 56kg

## 略歴
2021年、東京五輪の7人制女子ブラジル代表に選ばれた。
2024年、パリ五輪の7人制女子ブラジル代表に選ばれた。